# Stolonica inhacae
Stolonica inhacae är en sjöpungsart som först beskrevs av C.S. Millar 1956.  Stolonica inhacae ingår i släktet Stolonica och familjen Styelidae. Inga underarter finns listade i Catalogue of Life.